# Валь-де-Ґрас (шпиталь)
Шпиталь Валь-де-Ґрас (фр. Hôpital d'instruction des armées du Val-de-Grâce, HIA Val-de-Grâce) — французький військовий шпиталь, розташований у кварталі Валь-де-Ґрас 5-го округа Парижу. Архітектурний ансамбль складається з приміщень колишнього монастиря, барокової церкви Валь-де-Ґрас та сучасних корпусів.

## Історія

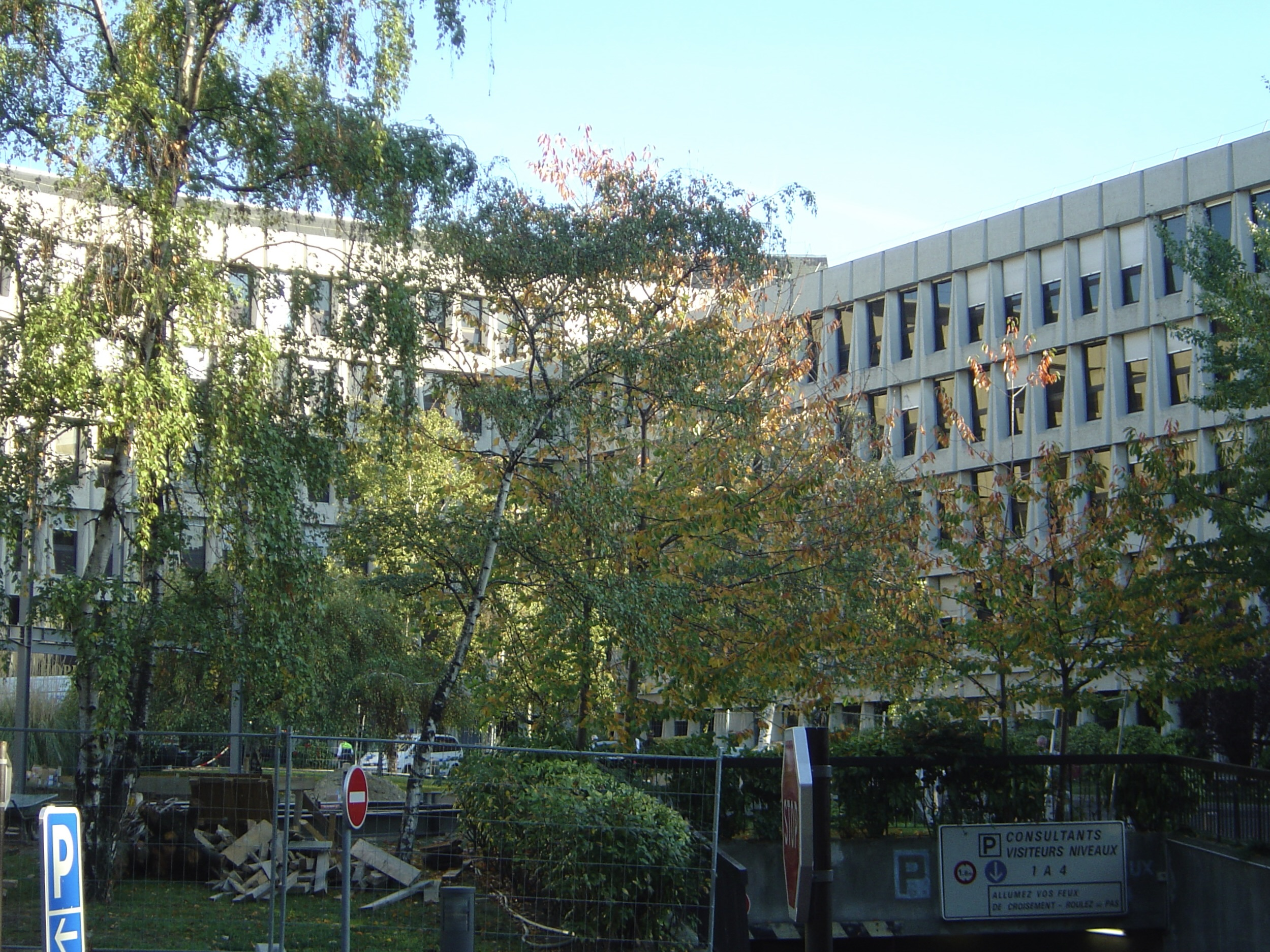
Сучасний корпус

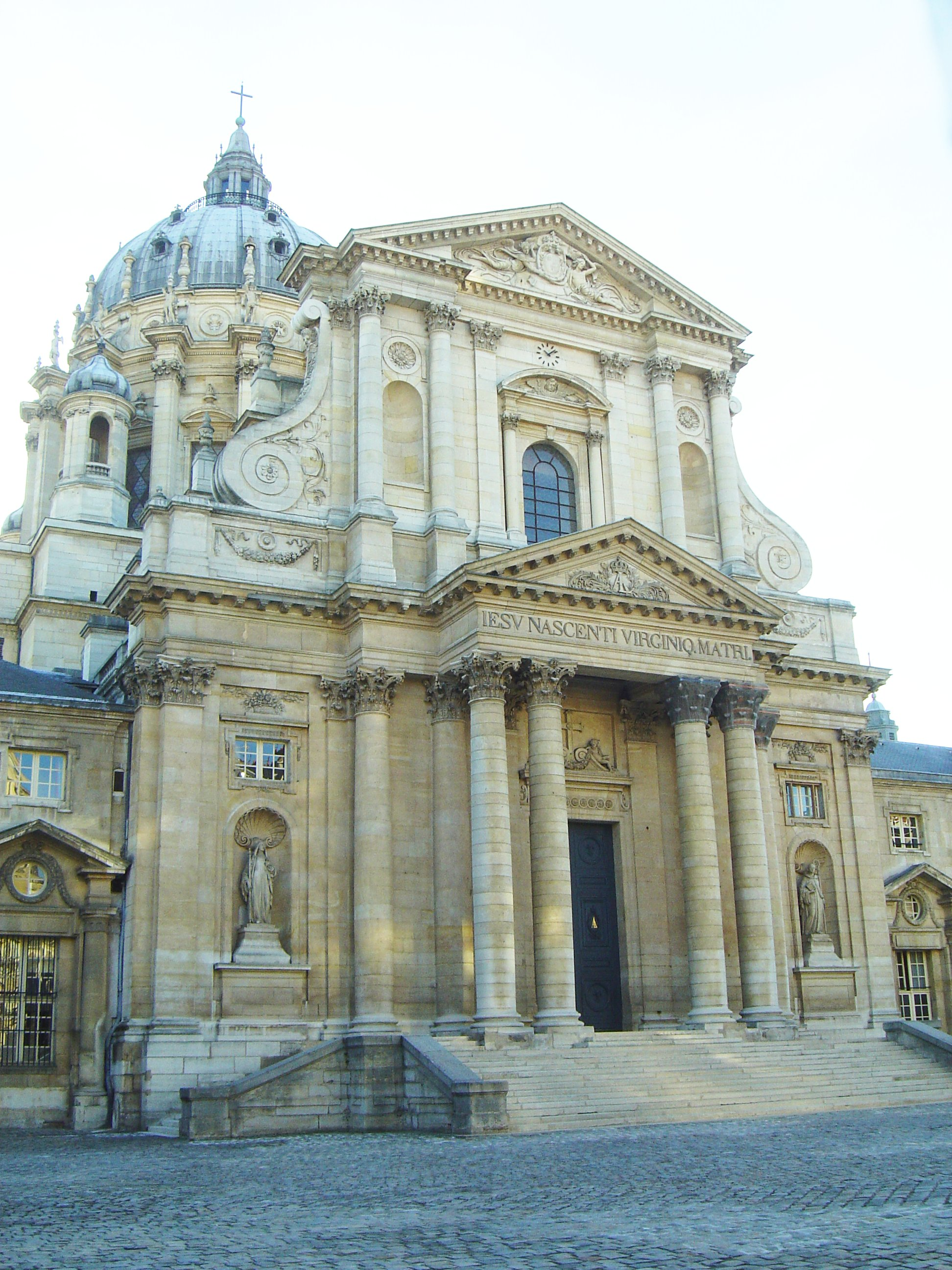
Церква Валь-де-Ґрас

Монастир було засновано 1621 року французькою королевою Анною Австрійською. У 1645 році Анна Австрійська доручила Франсуа Мансару доповнити ансамбль церквою, будівництво якої завершилося в 1647 році. У 1646 році Анна Австрійська померла в апартаментах цього монастиря.
Під час Французької революції монастир Валь-де-Ґрас було перетворено на шпиталь. На території шпиталю було організовано військово-медичне училище, яке зараз називається фр. École d'application du Service de santé des armées. Це перший медичний заклад рівня університетської клініки. Сьогодні тут зокрема надають медичну допомогу першим особам держави.